# 第18回全日本アンサンブルコンテスト
第18回全日本アンサンブルコンテストは、1995年に行われた全日本アンサンブルコンテストの第18回大会である。

## 概要

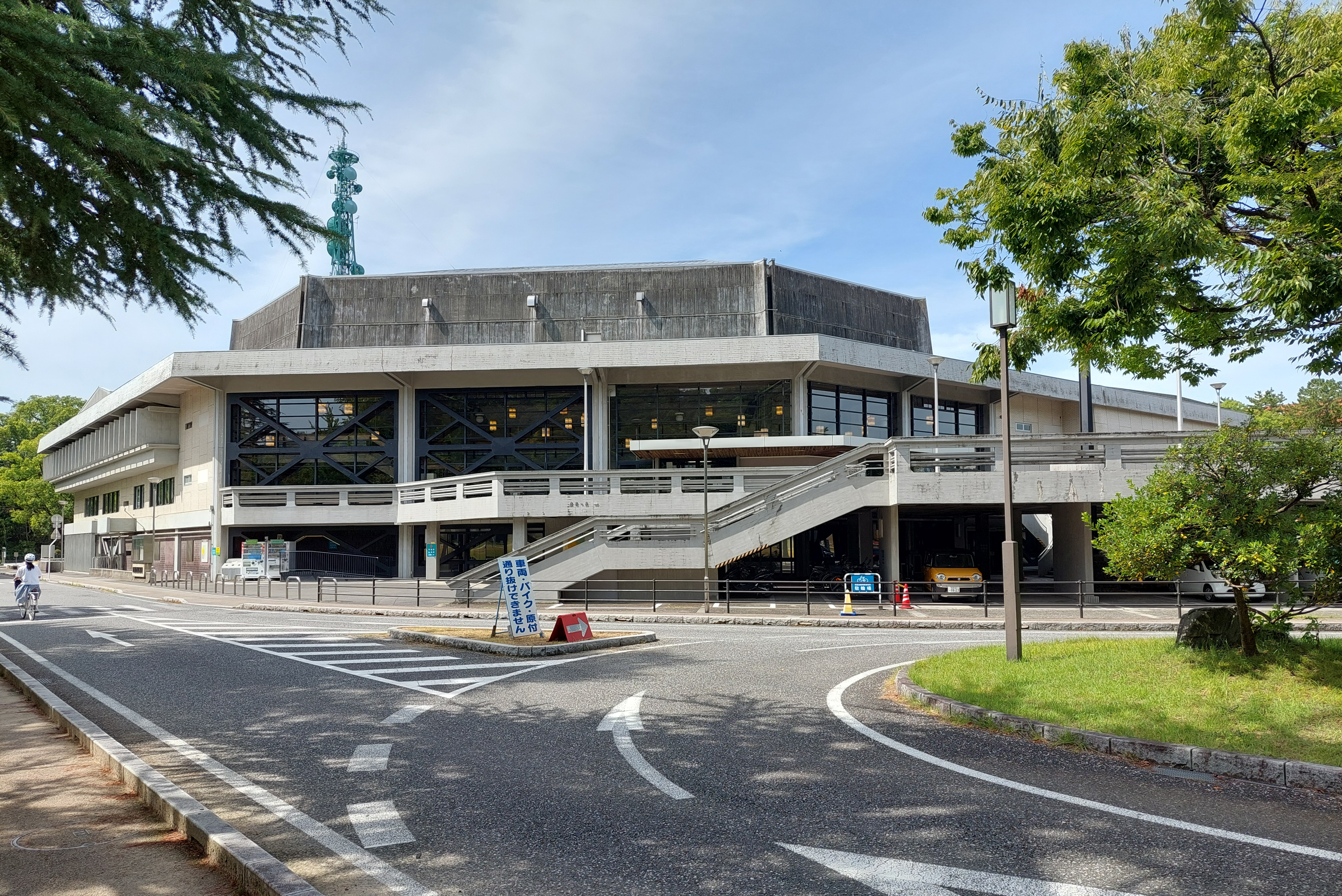
コンテスト会場の松山市民会館

1995年3月21日に松山市民会館で開催された。全日本吹奏楽連盟・朝日新聞社主催。文化庁・日本放送協会・愛媛県教育委員会・松山市教育委員会・愛媛県文化協会後援。

### 審査員
- 大倉滋夫
- 澤 敦
- 下地啓二（サクソフォーン奏者）
- 武田忠善（クラリネット奏者）
- 永岡嘉夫
- 中川良平
- 服部吉之
- 藤井むつ子
- 松本熙

## 代表校・代表団体

### 中学の部
| 中学の部 | 中学の部          | 中学の部                       | 中学の部     |
| 支部     | 都道府県 （地区） | 代表校                         | 出場回数     |
| -------- | ----------------- | ------------------------------ | ------------ |
| 北海道   |                   | 女満別町立女満別中学校吹奏楽部 | 初出場       |
| 北海道   |                   | 札幌市立栄中学校吹奏楽部       | 初出場       |
| 東北     | 青森県            | 八戸市立第三中学校吹奏楽部     | 4回目7年ぶり |
| 東北     | 福島県            | 原町市立原町第一中学校吹奏楽部 | 初出場       |
| 関東     | 千葉県            | 我孫子市立我孫子中学校吹奏楽部 | 初出場       |
| 関東     | 埼玉県            | 川越市立野田中学校吹奏楽部     | 4回目2年連続 |
| 東京     | 東京都            | 板橋区立志村第五中学校吹奏楽部 | 初出場       |
| 東京     | 東京都            | 成城中学校吹奏楽部             | 初出場       |
| 北陸     | 石川県            | 小松市立松陽中学校吹奏楽部     | 2回目4年ぶり |
| 北陸     | 福井県            | 武生市立武生第一中学校吹奏楽部 | 初出場       |
| 東海     | 静岡県            | 沼津市立金岡中学校吹奏楽部     | 初出場       |
| 東海     | 愛知県            | 碧南市立南中学校吹奏楽部       | 初出場       |
| 関西     | 滋賀県            | 大津市立瀬田中学校吹奏楽部     | 初出場       |
| 関西     | 和歌山県          | 和歌山市立西和中学校吹奏楽部   | 3回目3年ぶり |
| 中国     | 島根県            | 浜田市立第一中学校吹奏楽部     | 2回目2年ぶり |
| 中国     | 山口県            | 防府市立桑山中学校吹奏楽部     | 2回目2年連続 |
| 四国     | 徳島県            | 松茂町立松茂中学校吹奏楽部     | 初出場       |
| 四国     | 愛媛県            | 松山市立南中学校吹奏楽部       | 初出場       |
| 九州     | 福岡県            | 中間市立中間東中学校吹奏楽部   | 初出場       |
| 九州     | 宮崎県            | 宮崎市立大塚中学校吹奏楽部     | 2回目2年ぶり |

### 高校の部
| 高校の部 | 高校の部          | 高校の部                             | 高校の部     |
| 支部     | 都道府県 （地区） | 代表校                               | 出場回数     |
| -------- | ----------------- | ------------------------------------ | ------------ |
| 北海道   |                   | 北海道大麻高等学校吹奏楽部           | 3回目2年ぶり |
| 北海道   |                   | 北海道釧路北高等学校吹奏楽部         | 2回目2年ぶり |
| 東北     | 福島県            | 福島県立原町高等学校吹奏楽部         | 初出場       |
| 東北     | 福島県            | 桜の聖母学院高等学校吹奏楽部         | 3回目3年ぶり |
| 関東     | 茨城県            | 常総学院高等学校吹奏楽部             | 3回目2年ぶり |
| 関東     | 埼玉県            | 埼玉県立伊奈学園総合高等学校吹奏楽部 | 2回目5年ぶり |
| 東京     | 東京都            | 東京都立永山高等学校吹奏楽部         | 初出場       |
| 東京     | 東京都            | 八王子高等学校吹奏楽部               | 5回目3年連続 |
| 北陸     | 富山県            | 富山県立高岡商業高等学校吹奏楽部     | 9回目3年連続 |
| 北陸     | 富山県            | 富山県立富山商業高等学校吹奏楽部     | 3回目5年ぶり |
| 東海     | 長野県            | 長野県長野高等学校吹奏楽班           | 初出場       |
| 東海     | 静岡県            | 静岡県立浜松西高等学校吹奏楽部       | 2回目2年連続 |
| 関西     | 大阪府            | 大阪信愛女学院高等学校吹奏楽部       | 6回目3年ぶり |
| 関西     | 和歌山県          | 和歌山県立向陽高等学校吹奏楽部       | 初出場       |
| 中国     | 島根県            | 島根県立出雲高等学校吹奏楽部         | 2回目7年ぶり |
| 中国     | 岡山県            | 岡山学芸館高等学校吹奏楽部           | 7回目6年連続 |
| 四国     | 徳島県            | 徳島県立城南高等学校吹奏楽部         | 2回目3年ぶり |
| 四国     | 高知県            | 土佐女子高等学校吹奏楽部             | 2回目5年ぶり |
| 九州     | 福岡県            | 精華女子高等学校吹奏楽部             | 2回目3年ぶり |
| 九州     | 宮崎県            | 宮崎県立宮崎西高等学校吹奏楽部       | 初出場       |

### 大学の部
| 大学の部 | 大学の部          | 大学の部                             | 大学の部      |
| 支部     | 都道府県 （地区） | 代表団体                             | 出場回数      |
| -------- | ----------------- | ------------------------------------ | ------------- |
| 北海道   |                   | 北海道教育大学旭川校吹奏楽団         | 8回目2年連続  |
| 東北     | 宮城県            | 東北大学学友会吹奏楽部               | 2回目6年ぶり  |
| 関東     | 千葉県            | 中央学院大学吹奏楽部                 | 初出場        |
| 東京     | 東京都            | 中央大学学友会文化連盟音楽研究会     | 5回目2年連続  |
| 北陸     | 石川県            | 金沢大学アカデミアブラスアンサンブル | 16回目2年連続 |
| 東海     | 静岡県            | 静岡大学吹奏楽団                     | 6回目4年ぶり  |
| 関西     | 大阪府            | 関西外国語大学                       | 2回目2年ぶり  |
| 中国     | 島根県            | 島根大学吹奏楽部                     | 4回目2年連続  |
| 四国     | 高知県            | 高知大学吹奏楽団                     | 4回目3年連続  |
| 九州     | 熊本県            | 熊本大学体育会吹奏楽部               | 2回目2年連続  |

### 職場の部
| 職場の部 | 職場の部          | 職場の部                         | 職場の部       |
| 支部     | 都道府県 （地区） | 代表団体                         | 出場回数       |
| -------- | ----------------- | -------------------------------- | -------------- |
| 東北     | 宮城県            | JR東日本東北吹奏楽団             | 7回目5年連続   |
| 関東     | 埼玉県            | 株式会社ウインズ吹奏楽部         | 初出場         |
| 東京     | 東京都            | さくら銀行吹奏楽団               | 2回目2年連続   |
| 東海     | 三重県            | 日立金属株式会社桑名工場吹奏楽団 | 3回目4年ぶり   |
| 関西     | 大阪府            | 枚方寝屋川消防組合消防音楽隊     | 5回目3年ぶり   |
| 中国     | 広島県            | NTT中国吹奏楽団                  | 13回目12年連続 |
| 九州     | 福岡県            | ブリヂストン吹奏楽団久留米       | 7回目4年連続   |

### 一般の部
| 一般の部 | 一般の部          | 一般の部                             | 一般の部      |
| 支部     | 都道府県 （地区） | 代表団体                             | 出場回数      |
| -------- | ----------------- | ------------------------------------ | ------------- |
| 北海道   |                   | 帯広青少年吹奏楽団                   | 初出場        |
| 東北     | 宮城県            | 片平ウインドアンサンブル             | 初出場        |
| 関東     | 埼玉県            | 川口市・アンサンブルリベルテ吹奏楽団 | 初出場        |
| 東京     | 東京都            | 乗泉寺吹奏楽団                       | 14回目3年ぶり |
| 北陸     | 富山県            | 富山ミナミ吹奏楽団                   | 初出場        |
| 東海     | 愛知県            | アール・ヌーボーウインドアンサンブル | 初出場        |
| 関西     | 大阪府            | 創価学会関西吹奏楽団                 | 2回目4年ぶり  |
| 中国     | 島根県            | アンサンブル・アットホーム           | 2回目3年ぶり  |
| 四国     | 高知県            | 鏡野吹奏楽団                         | 4回目9年ぶり  |
| 九州     | 鹿児島県          | 緑                                   | 初出場        |

## 結果

### 中学の部
| 中学の部 | 中学の部        | 中学の部                       | 中学の部             | 中学の部                                                      | 中学の部 | 中学の部 |
| No.      | 代表支部        | 団体名                         | 編成                 | 演奏曲（作曲者／編曲者）                                      | 賞       | 補足     |
| -------- | --------------- | ------------------------------ | -------------------- | ------------------------------------------------------------- | -------- | -------- |
| 1        | 北陸／ 福井県   | 武生市立武生第一中学校吹奏楽部 | 打楽器六重奏         | 「6人の打楽器奏者による4つの形態」より （目黒一則）           | 金       |          |
| 2        | 関西／ 滋賀県   | 大津市立瀬田中学校吹奏楽部     | 打楽器四重奏         | PAL （小長谷宗一）                                            | 銅       |          |
| 3        | 関西／ 和歌山県 | 和歌山市立西和中学校吹奏楽部   | 木管打八重奏         | 木管楽器と打楽器のための“祭頌” （立枝清治）                   | 銀       |          |
| 4        | 関東／ 埼玉県   | 川越市立野田中学校吹奏楽部     | 金管八重奏           | 「テレプシコーレ」より （M.プレトリウス）                     | 金       |          |
| 5        | 東海／ 愛知県   | 碧南市立南中学校吹奏楽部       | 金管八重奏           | 「ルネサンス舞曲集」よりモリダンス・バスダンス （T.スザート） | 銀       |          |
| 6        | 東京／ 中学     | 板橋区立志村第五中学校吹奏楽部 | 金管八重奏           | ピアノとフォルテのソナタ （G.ガブリエーリ）                   | 銅       |          |
| 7        | 東北／ 福島県   | 原町市立原町第一中学校吹奏楽部 | 金管八重奏           | 金管八重奏のための“ラプソディ” （平吉毅州）                   | 銀       |          |
| 8        | 関東／ 千葉県   | 我孫子市立我孫子中学校吹奏楽部 | 金管八重奏           | 第7旋法によるカンツォン第2番 （G.ガブリエーリ）               | 銀       |          |
| 9        | 九州／ 宮崎県   | 宮崎市立大塚中学校吹奏楽部     | 金管七重奏           | 金管七重奏のための3つの小品 （E.ボザ）                        | 銅       |          |
| 10       | 北海道          | 女満別町立女満別中学校吹奏楽部 | サクソフォーン四重奏 | サクソフォーン四重奏曲 （F.et M.ジャンジャン）                | 銀       |          |
| 11       | 九州／ 福岡県   | 中間市立中間東中学校吹奏楽部   | サクソフォーン四重奏 | 四重奏曲 （A.デザンクロ）                                     | 金       |          |
| 12       | 四国／ 愛媛県   | 松山市立南中学校吹奏楽部       | サクソフォーン四重奏 | 「四重奏曲」より第1番より第1楽章 （J.B.サンジュレー）         | 金       |          |
| 13       | 四国／ 徳島県   | 松茂町立松茂中学校吹奏楽部     | サクソフォーン四重奏 | サクソフォーン・シンフォネット （D.ベネット）                 | 銅       |          |
| 14       | 中国／ 島根県   | 浜田市立第一中学校吹奏楽部     | サクソフォーン四重奏 | メヌエット （G.ボルゾーニ）                                   | 銀       |          |
| 15       | 中国／ 山口県   | 防府市立桑山中学校吹奏楽部     | 木管五重奏           | 日本民謡の主題による3つの「じゃぱねすく」より （戸田多佳子）  | 金       |          |
| 16       | 東北／ 青森県   | 八戸市立第三中学校吹奏楽部     | クラリネット八重奏   | 「スラブ舞曲集」より （A.ドヴォルザーク）                     | 金       |          |
| 17       | 東海／ 静岡県   | 沼津市立金岡中学校吹奏楽部     | クラリネット七重奏   | コラールと舞曲 （V.ネリベル）                                 | 銅       |          |
| 18       | 北陸／ 石川県   | 小松市立松陽中学校吹奏楽部     | クラリネット六重奏   | ミュージカル （D.ウーバー）                                   | 銀       |          |
| 19       | 北海道          | 札幌市立栄中学校吹奏楽部       | クラリネット四重奏   | ファンタジア （P.ハーベイ）                                   | 銅       |          |
| 20       | 東京／ 中学     | 成城中学校吹奏楽部             | クラリネット三重奏   | 三重奏曲 （M.プート）                                         | 金       |          |

### 高校の部
| 高校の部 | 高校の部        | 高校の部                             | 高校の部             | 高校の部                                                                 | 高校の部 | 高校の部 |
| No.      | 代表支部        | 団体名                               | 編成                 | 演奏曲（作曲者／編曲者）                                                 | 賞       | 補足     |
| -------- | --------------- | ------------------------------------ | -------------------- | ------------------------------------------------------------------------ | -------- | -------- |
| 1        | 関東／ 埼玉県   | 埼玉県立伊奈学園総合高等学校吹奏楽部 | 打楽器七重奏         | ポリペタルII （遠藤正樹）                                                | 金       |          |
| 2        | 四国／ 徳島県   | 徳島県立城南高等学校吹奏楽部         | 打楽器七重奏         | 祭典とコラール （N.デ・ポンテ）                                          | 銅       |          |
| 3        | 東海／ 長野県   | 長野県長野高等学校吹奏楽班           | 打楽器六重奏         | バリ島からの幻想曲'84 （伊藤康英）                                       | 銀       |          |
| 4        | 東北／ 福島県   | 福島県立原町高等学校吹奏楽部         | 打楽器六重奏         | 6人の打楽器奏者のためのイントロダクションアンドダンスNo.1 （櫛田胅之扶） | 金       |          |
| 5        | 関西／ 和歌山県 | 和歌山県立向陽高等学校吹奏楽部       | 打楽器四重奏         | エクストリームズ （D.マンシーニ）                                        | 銀       |          |
| 6        | 中国／ 岡山県   | 岡山学芸館高等学校吹奏楽部           | 金管八重奏           | 第7旋法による8声のカンツォン第1番 （G.ガブリエーリ）                     | 銀       |          |
| 7        | 北陸／ 富山県   | 富山県立高岡商業高等学校吹奏楽部     | 金管八重奏           | 「フランス・ルネサンス舞曲集」よりI・II・III （C.ジェルヴェーズ）        | 銀       |          |
| 8        | 東京／ 高校     | 東京都立永山高等学校吹奏楽部         | 金管五重奏           | 組曲「刺のないバラ」より （ヘンリー8世）                                 | 銅       |          |
| 9        | 東海／ 静岡県   | 静岡県立浜松西高等学校吹奏楽部       | サクソフォーン四重奏 | 演奏会用四重奏曲 （J.リュエフ）                                          | 銅       |          |
| 10       | 北海道          | 北海道大麻高等学校吹奏楽部           | サクソフォーン四重奏 | 「弦楽四重奏曲」より （C.ドビュッシー）                                  | 銀       |          |
| 11       | 北陸／ 富山県   | 富山県立富山商業高等学校吹奏楽部     | サクソフォーン四重奏 | 「四重奏曲」より第3楽章 （A.デザンクロ）                                 | 銀       |          |
| 12       | 関東／ 茨城県   | 常総学院高等学校吹奏楽部             | サクソフォーン四重奏 | 「四重奏曲」より第3楽章 （A.デザンクロ）                                 | 金       |          |
| 13       | 九州／ 宮崎県   | 宮崎県立宮崎西高等学校吹奏楽部       | サクソフォーン四重奏 | 「四重奏曲」より第3楽章 （A.デザンクロ）                                 | 金       |          |
| 14       | 東北／ 福島県   | 桜の聖母学院高等学校吹奏楽部         | サクソフォーン四重奏 | 「四重奏曲」より第1楽章 （C.パスカル）                                   | 金       |          |
| 15       | 四国／ 高知県   | 土佐女子高等学校吹奏楽部             | フルート四重奏       | 「4つのフルート四重奏曲」より （F.クーラウ）                             | 銅       |          |
| 16       | 九州／ 福岡県   | 精華女子高等学校吹奏楽部             | クラリネット八重奏   | カプリチオ （P.ゴードン）                                                | 銀       |          |
| 17       | 関西／ 大阪府   | 大阪信愛女学院高等学校吹奏楽部       | クラリネット八重奏   | 歌劇「雪姫」より道化師の踊り （N.A.リムスキー=コルサコフ）               | 金       |          |
| 18       | 中国／ 島根県   | 島根県立出雲高等学校吹奏楽部         | クラリネット八重奏   | 歌劇「雪姫」より道化師の踊り （N.A.リムスキー=コルサコフ）               | 銅       |          |
| 19       | 北海道          | 北海道釧路北高等学校吹奏楽部         | クラリネット四重奏   | プレリュードとスケルツォ （D.ベネット）                                  | 銀       |          |
| 20       | 東京／ 高校     | 八王子高等学校吹奏楽部               | クラリネット四重奏   | ザ・ブルー・ルーム （R.ロジャース）                                      | 金       |          |

### 大学の部
| 大学の部 | 大学の部      | 大学の部                             | 大学の部             | 大学の部                                                                                              | 大学の部 | 大学の部 |
| No.      | 代表支部      | 団体名                               | 編成                 | 演奏曲（作曲者／編曲者）                                                                              | 賞       | 補足     |
| -------- | ------------- | ------------------------------------ | -------------------- | --- | -------- | -------- |
| 1        | 関西／ 大阪府 | 関西外語大学                         | 打楽器七重奏         | バリ島からの幻想曲'84 （伊藤康英）                                                                    | 金       |          |
| 2        | 北陸／ 石川県 | 金沢大学アカデミアブラスアンサンブル | 金管八重奏           | 「金管のための交響曲」より第1楽章 （J.クーツィール）                                                  | 銅       |          |
| 3        | 東京／ 大学   | 中央大学学友会文化連盟音楽研究会     | 金管八重奏           | 第1旋法による8声のカンツォン （G.ガブリエーリ）                                                       | 銅       |          |
| 4        | 中国／ 島根県 | 島根大学吹奏楽部                     | トロンボーン四重奏   | 3つの小品 作品29 （D.ウーバー）                                                                       | 金       |          |
| 5        | 東海／ 静岡県 | 静岡大学吹奏楽団                     | トランペット四重奏   | カンツォン・コルネット （S.シャイト）                                                                 | 銀       |          |
| 6        | 四国／ 高知県 | 高知大学吹奏楽団                     | サクソフォーン四重奏 | 四重奏曲 （A.デザンクロ）                                                                             | 銀       |          |
| 7        | 関東／ 千葉県 | 中央学院大学吹奏楽部                 | サクソフォーン四重奏 | 「3つの小品」よりI・III （D.スカルラッティ）                                                          | 金       |          |
| 8        | 北海道        | 北海道教育大学旭川校吹奏楽団         | 木管六重奏           | シンフォニア・ダ・カメラ （P.M.デュボア）                                                             | 銀       |          |
| 9        | 九州／ 熊本県 | 熊本大学体育会吹奏楽部               | クラリネット七重奏   | クラリネット七重奏のための「エレジーア、リトミカ、サンバ・オスティナート」より第1・3楽章 （森田一浩） | 銀       |          |
| 10       | 東北／ 宮城県 | 東北大学学友会吹奏楽部               | クラリネット四重奏   | クラリネット狂詩曲 （D.ベネット）                                                                     | 金       |          |

### 職場の部
| 職場の部 | 職場の部      | 職場の部                         | 職場の部             | 職場の部                                                          | 職場の部 | 職場の部 |
| No.      | 代表支部      | 団体名                           | 編成                 | 演奏曲（作曲者／編曲者）                                          | 賞       | 補足     |
| -------- | ------------- | -------------------------------- | -------------------- | ----------------------------------------------------------------- | -------- | -------- |
| 1        | 中国／ 広島県 | NTT中国吹奏楽団                  | 打楽器六重奏         | マリンバとパーカッションアンサンブルのための協奏曲 （N.ロサウロ） | 金       |          |
| 2        | 九州／ 福岡県 | ブリヂストン吹奏楽団久留米       | 金管八重奏           | ジェラシー （J.ガーデ）                                           | 金       |          |
| 3        | 関西／ 大阪府 | 枚方寝屋川消防組合消防音楽隊     | 金管八重奏           | 「カンツォーナ・ベル・ソナール」より （G.ガブリエーリ）           | 銀       |          |
| 4        | 東北／ 宮城県 | JR東日本東北吹奏楽団             | 金管四重奏           | スターダスト （H.カーマイケル）                                   | 銅       |          |
| 5        | 東海／ 三重県 | 日立金属株式会社桑名工場吹奏楽団 | サクソフォーン四重奏 | 「6つの前奏曲とフーガ」より第5番 （F.メンデルスゾーン）           | 銀       |          |
| 6        | 東京／ 職場   | さくら銀行吹奏楽団               | 木管三重奏           | 三重奏曲 作品87 （L.v.ベートーヴェン）                            | 金       |          |
| 7        | 関東／ 埼玉県 | 株式会社ウインズ吹奏楽部         | クラリネット五重奏   | 「弦楽五重奏第2番 ハ短調 K406」より第1楽章 （W.A.モーツァルト）   | 銀       |          |

### 一般の部
| 一般の部 | 一般の部        | 一般の部                             | 一般の部             | 一般の部                                                         | 一般の部 | 一般の部 |
| No.      | 代表支部        | 団体名                               | 編成                 | 演奏曲（作曲者／編曲者）                                         | 賞       | 補足     |
| -------- | --------------- | ------------------------------------ | -------------------- | ---------------------------------------------------------------- | -------- | -------- |
| 1        | 関東／ 埼玉県   | 川口市・アンサンブルリベルテ吹奏楽団 | 打楽器四重奏         | 人形の家 （I.マルタ）                                            | 銀       |          |
| 2        | 関西／ 大阪府   | 創価学会関西吹奏楽団                 | 金管八重奏           | ハバナギラ （J.シェグレディ）                                    | 銀       |          |
| 3        | 北陸／ 富山県   | 富山ミナミ吹奏楽団                   | 金管八重奏           | 第1旋法による8声のカンツォン （G.ガブリエーリ）                  | 金       |          |
| 4        | 東北／ 宮城県   | 片平ウインドアンサンブル             | 金管八重奏           | ピアノとフォルテのソナタ （G.ガブリエーリ）                      | 銅       |          |
| 5        | 東京／ 一般     | 乗泉寺吹奏楽団                       | 金管八重奏           | 8声のカンツォーナ第10番 （G.ガブリエーリ）                       | 銅       |          |
| 6        | 北海道          | 帯広青少年吹奏楽団                   | サクソフォーン四重奏 | 「6つのクロッキー」より第1・6楽章 （B.パパンドプロ）             | 銀       |          |
| 7        | 中国／ 島根県   | アンサンブル・アットホーム           | フルート四重奏       | 「四重奏曲」より第2・3・4楽章 （P.M.デュボア）                   | 金       |          |
| 8        | 九州／ 鹿児島県 | 緑                                   | クラリネット八重奏   | 「リクディム」4つのイスラエル民族舞曲 （J.ヴァン=デル=ロースト） | 銀       |          |
| 9        | 四国／ 高知県   | 鏡野吹奏楽団                         | クラリネット七重奏   | コラールと舞曲 （V.ネリベル）                                    | 銅       |          |
| 10       | 東海／ 愛知県   | アール・ヌーボーウインドアンサンブル | クラリネット五重奏   | 「弦楽五重奏曲第2番 ト長調 作品111」より第3楽章 （J.ブラームス） | 金       |          |